# Grotte de Pestillac
La grotte de Pestillac est une grotte ornée préhistorique située dans le département du Lot, sur le territoire de la commune de Montcabrier. 
Cette grotte appartiennent à une personne privée et n'est pas visitable.

## Historique
La grotte a été découverte fortuitement en octobre 1998 par Julien Sentis, alors étudiant en Préhistoire à l'université de Toulouse-Le Mirail.
La grotte a été inscrite au titre des monuments historiques le 26 février 2010.

## Description physique
L'entrée de la grotte de Pestillac se fait par un porche rocheux orienté vers le sud-ouest et se présente sous la forme d'une galerie à peu près horizontale de 90 mètres de longueur « en trou de serrure » d'environ 2 mètres de largeur et d'une hauteur assez faible.

## Les œuvres
Trente neuf gravures ont été recensées dans la grotte. On peut voir des figures féminines, des chevaux et un bovidé, peut-être un renne et un bouquetin, et un panneau de signes. Les figures d'animaux les représentent partiellement et comportent peu de détails.
Les figures féminines sont proches de celles de Lalinde et de Couze, en Dordogne, et de celles de Gönnersdorf, en Allemagne. Elles dateraient la grotte du Magdalénien final. Cette datation a été confirmée par Alain Turq et Michel Lorblanchet.